# Hans von Schubert

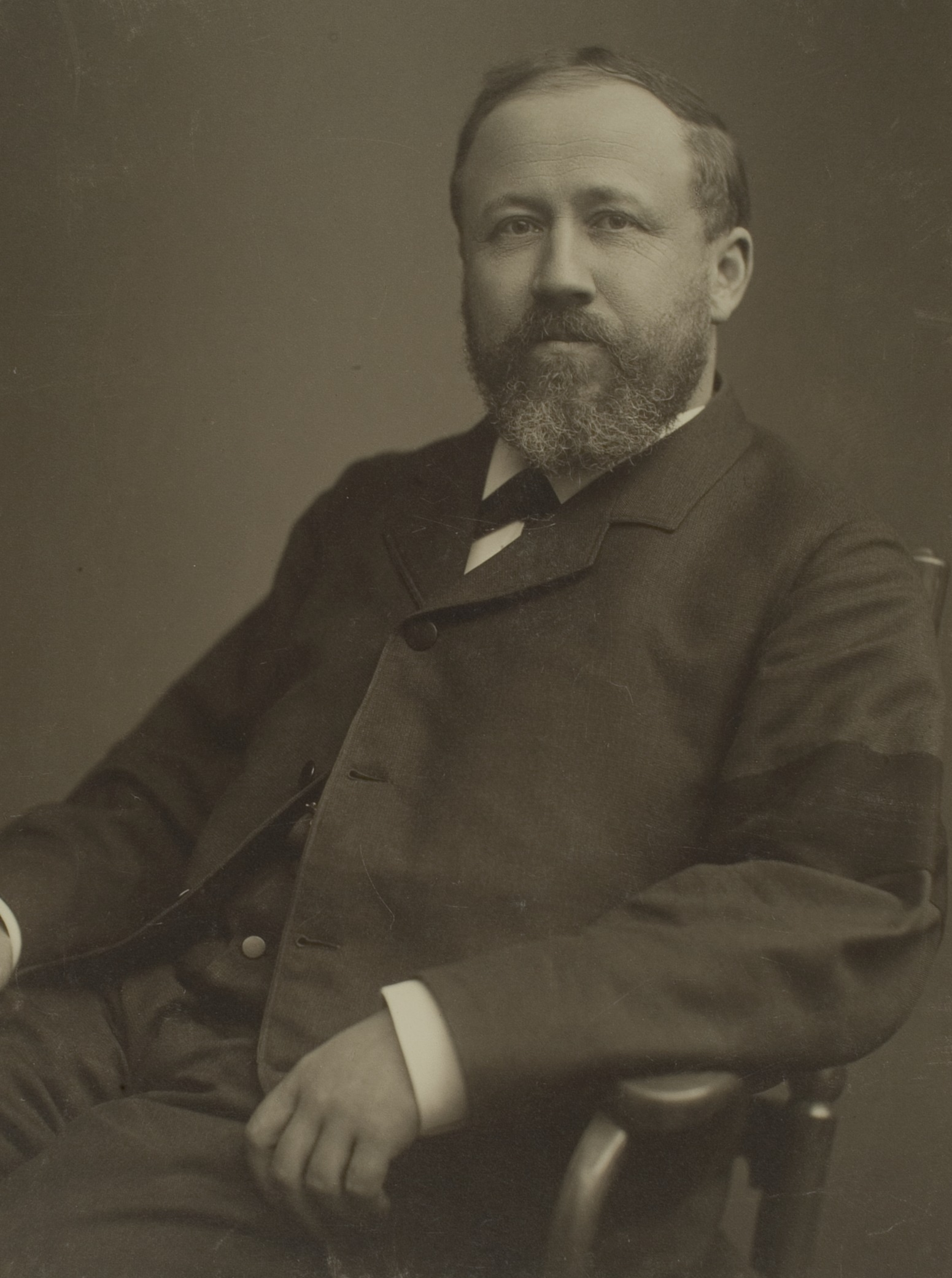

Hans Georg Wilhelm von Schubert, född den 12 december 1859 i Dresden, död den 6 maj 1931 i Heidelberg, var en tysk evangelisk teolog. 
von Schubert, som 1891 blev extra ordinarie professor i Strassburg, 1892 ordinarie professor i Kiel och 1906 i Heidelberg, var en av sin tids främsta kyrkohistoriska forskare och författare. Bland hans arbeten kan nämnas Die alte Kirche (1902, i Möllers Lehrbuch der Kirchengeschichte), Grundzüge der Kirchengeschichte (5:e upplagan 1914), Kirchengeschichte Schleswig-Holsteins (I, 1907), viktig även för Sveriges äldsta kyrkohistoria, en rad undersökningar till den lutherska reformationens  och bekännelsebildningens tidigaste historia och till den äldsta formen för germansk kristendom, de senares resultat sammanfattade bland annat i Staat und Kirche in den arianischen Königreichen und im Reiche Chlodwigs (1912). Som föreläsare var von Schubert högt skattad.